# Benedikt Deigendesch
Benedikt Korbinian Deigendesch (* 15. September 1985 in Augsburg) ist ein deutscher ehemaliger Fußballspieler.

## Werdegang
In der Jugend spielte Deigendesch für den TSV Mindelheim, den FC Memmingen und den 1. FC Nürnberg. Im Sommer 2004 wurde der zentrale Mittelfeldspieler in die Zweite Mannschaft des FCN übernommen. Zur Saison 2007/08 wechselte er zu den Stuttgarter Kickers in die Regionalliga Süd, mit denen er sich für die 3. Liga qualifizierte. Sein Profidebüt gab Benedikt Deigendesch am 26. Juli 2008 bei der 0:2-Niederlage der Kickers gegen Wacker Burghausen. Im Sommer 2009 verpasste er mit dem Klub den Klassenerhalt, woraufhin er zunächst vereinslos wurde.
Anfang September 2009 gab Deigendeschs ehemaliger Jugendverein FC Memmingen, bei dem er nach der Trennung von den Stuttgarter Kickers mittrainierte, seine Verpflichtung zunächst bis zur Winterpause bekannt. Später spielte er für Kriens, Kirchheim/Teck, Frickenhausen und Mindelheim. 2016 machte er sein Karriereende bekannt.